# Corrado Hérin
Corrado Hérin (pron. fr. AFI: [eʁɛ̃]) (Aosta, 4 agosto 1966 – Torgnon, 31 marzo 2019) è stato uno slittinista e mountain biker italiano, specialista in cross country e downhill. Fu medaglia di bronzo ai Campionati del mondo del 1994 nel downhill.

## Biografia
Cresce a Fénis. Tra la fine degli anni ottanta e l'inizio degli anni novanta, ha raccolto numerosi successi nello slittino su pista naturale, vincendo due ori mondiali nel doppio, in coppia con Almir Bétemps (1986, 1992) e due argenti, nel singolo e nel doppio nel 1990.
All'inizio degli anni novanta è passato al mountain biking, prima al cross country e poi al downhill, cogliendo un bronzo ai campionati del mondo di Vail nel 1994, e vincendo la coppa del mondo del 1997 con tre vittorie consecutive a Nevegal, a Sierra Nevada e a Mont-Sainte-Anne.
Si è ritirato dalle competizioni al termine della stagione 2002, per diventare negli anni successivi direttore tecnico della nazionale italiana di downhill e four-cross, sino alla fine del 2005, quando gli è subentrato Antonio Silva, nonché disegnatore di tracciati per il downhill, tra i quali l'impianto permanente di Pila, su cui nel 2005 si è disputata una tappa della Coppa del mondo, e di Livigno, pista dei Campionati del mondo 2005.
Nel 2016, in occasione dei suoi 50 anni, è tornato in gara tra i Master, vincendo una tappa del circuito italiano a Pila e partecipando ai Mondiali di categoria in Val di Sole.
Il 31 marzo 2019 è morto, all'età di 52 anni, precipitando mentre pilotava il suo ultraleggero a Torgnon, il paese dove viveva da alcuni anni.

## Palmarès

### Slittino

#### Mondiali su pista naturale
- 4 medaglie:
  - 2 ori (doppio a Fénis 1986; doppio a Bad Goisern 1992);
  - 2 argenti (singolo, doppio a Valle di Casies 1990).

#### Coppa del Mondo su pista naturale
- Vincitore della Coppa del Mondo nella specialità del doppio nel 1993-94.

### Ciclismo
- 1992

Campionati italiani, Downhill
- 1994

Grand Prix
- 1995

Campionati italiani, Downhill
Grand Prix
- 1996

Grand Prix
- 1997

Campionati italiani, Dual slalom
2ª prova Coppa del mondo, Downhill (Nevegal)
3ª prova Coppa del mondo, Downhill (Sierra Nevada)
4ª prova Coppa del mondo, Downhill (Mont-Sainte-Anne)
Classifica finale Coppa del mondo, Downhill
Grand Prix
- 1998

Grand Prix Sestola
- 1999

Arai Explosion
prova Giro d'Italia Downhill (Apecchio)
- 2000

prova Giro d'Italia Downhill (Caldirola)
prova Giro d'Italia Downhill (Val di Sole)
prova Giro d'Italia Downhill (Sestola)
Dual Slalom (Caldirola)
- 2001

Campionati italiani, Downhill
2ª prova Giro d'Italia Downhill (Pieve di Teco)
4ª prova Giro d'Italia Downhill (Sestola)
5ª prova Giro d'Italia Downhill (Caldirola)
6ª prova Giro d'Italia Downhill (Pian del Poggio)
- 2002

Campionati italiani, Downhill
Grand Prix
Trofeo delle Regioni
Grand Prix Sestola
Grand Prix Val di Sole
Grand Prix Nevegal

#### Piazzamenti

##### Competizioni mondiali
- Coppa del mondo

1997 - Downhill: vincitore
- Campionati del mondo

Métabief 1993 - Downhill: 5º
Vail 1994 - Downhill: 3º
Mont-Sainte-Anne 1998 - Downhill: 6º